# 貴咲美里
貴咲 美里（きさき みり、5月30日 - ）は、日本の元女優。
元宝塚歌劇団雪組の娘役スター。鹿児島県名瀬市（現：奄美市）出身。名瀬市立大川中学校卒業。身長164cm。愛称はみり。

## 略歴
- 1991年、79期生として宝塚音楽学校へ入学。同期生に元雪組トップスターの水夏希、元花組トップ娘役の大鳥れい、元月組組長の越乃リュウ、元雪組副組長の未来優希などがいる。
- 1993年、宝塚歌劇団入団。入団時の成績は40人中27番[1]。月組『グランド・ホテル／BROADWAY BOYS』にて初舞台を踏み、翌1994年1月7日[1]に雪組に配属される。
- 1995年9月、『大上海（グラン・シャンハイ）』にてバウホール公演初ヒロインに抜擢される。
- 1995年11月、『あかねさす紫の花』の新人公演にて初ヒロインに抜擢される。
- 2000年7月18日、『凱旋門』の役替り公演で1公演限りではあったが大劇場にてヒロインの大役を果たす。朝海ひかるのために企画したものであったが、この公演で退団する貴咲にとっては有終の美を飾る餞の舞台となった[2]。
- 2000年10月29日[1]、『デパートメントストア／凱旋門』の千秋楽をもち宝塚歌劇団を退団。

## 宝塚歌劇団時代の主な舞台出演
- 1994年5月、『風と共に去りぬ -スカーレット編-』新人公演：キャリーン・オハラ（本役：花總まり）
- 1994年9月、『風に吹かれて』（バウ）モイラ
- 1994年11月、『雪之丞変化／サジタリウス』新人公演：千世（本役：翠花果）
- 1995年9月、『大上海（グラン・シャンハイ）』（バウ）鄭麗琳 ＊バウホール初ヒロイン
- 1995年11月、『あかねさす紫の花／マ・ベル・エトワール』十市皇女、新人公演：額田女王（本役：花總まり）＊新人公演初ヒロイン
- 1996年2月、『エリザベート -愛と死の輪舞（ロンド）-』新人公演：エリザベート（本役：花總まり）＊新人公演ヒロイン
- 1996年4月、『アリスの招待状 -チェシャ猫ホテルへようこそ-」（バウ）メアリー・ボブソン ＊バウホールヒロイン
- 1996年8月、『虹のナターシャ／La Jeunesse!』新人公演：呉竹梅子（本役：星奈優里）
- 1996年11月、『晴れた日に永遠が見える』（バウ）マリエル・バイソン
- 1997年3月、『仮面のロマネスク／ゴールデン・デイズ』セシル、新人公演：メルトゥイユ伯爵夫人（本役：花總まり）＊新人公演ヒロイン
- 1997年5月、『嵐が丘』（バウ）キャシー ＊バウホールヒロイン
- 1997年9月、『真夜中のゴースト／レ・シェルバン』アナベラ、新人公演：アネット（本役：五峰亜季）
- 1997年12月、『春櫻賦／LET'S JAZZ -踊る五線譜-』ゆうな、新人公演：おかつ（本役：高ひづる）
- 1998年6月、『心中・恋の大和路』（バウ・東京特別）梅川 ＊バウホールヒロイン
- 1998年8月、『浅茅が宿 -秋成幻想-／ラヴィール』すずな
- 1998年10月、『凍てついた明日 -ボニー&クライド-』（バウ・東京特別）アニス・フラナガン
- 1999年4月、『再会／ノバ・ボサ・ノバ -盗まれたカルナバル-』ポーレット／ラービオス、新人公演：ブリーザ（本役：朝海ひかる・安蘭けい）
- 1999年9月、『SAY IT AGAIN』（バウ）シェリル・リード ＊バウホールヒロイン
- 1999年11月、『バッカスと呼ばれた男／華麗なる千拍子』シャルロッテ
- 2000年1月、香寿たつきディナーショー『Montage』
- 2000年4月、『バッカスと呼ばれた男／華麗なる千拍子』（全国ツアー）シャルロッテ
- 2000年6月、『デパートメントストア／凱旋門』ルート・ゴールドベルグ、役替わり：ジョアン・マヅー ＊ヒロイン

## 宝塚歌劇団退団後の主な舞台出演
- 『まさかのchange?!』五十嵐咲（2001年6月、博品館劇場）
- 『西遊記 GOCOO』香蘭（2001年8月、新宿コマ劇場）
- 『佐々木小次郎』（2002年2月、明治座）
- 『からくりお楽』芸者小波（2002年5月、帝国劇場）
- 『西遊記 GOCOO』香蘭（2002年8月、梅田コマ劇場）
- 『Subjective Holies』八海山梅（2002年12月、ウッディシアター中目黒）
- 『チャーリーはどこだ?』（2003年2月～3月、東京芸術劇場、近鉄劇場）
- 『奥さまの冒険』（2003年10月、梅田コマ劇場）
- 『Boy Be...』（2004年1月、本多劇場）
- 『ハムレット』（2004年4月、北沢タウンホール）
- 『さらっとごはんライヴ in MIKIO ISHII』（2004年6月、MIKIO ISHII）
- 『大石内蔵助』『歌は世につれ世は歌につれ』（2004年10月、明治座）
- 『GOOD LADY×BAD BOYS』（2004年12月、東京芸術劇場）